# Zeltnera maryanniana
Zeltnera maryanniana är en gentianaväxtart som först beskrevs av Billie Lee Turner, och fick sitt nu gällande namn av G.Mans.. Zeltnera maryanniana ingår i släktet Zeltnera och familjen gentianaväxter. Inga underarter finns listade i Catalogue of Life.